# Główny Instytut Fizyki Technicznej
Główny Instytut Fizyki Technicznej – jednostka organizacyjna Ministra Przemysłu Ciężkiego, istniejące w latach 1949–1951, powołana z zadaniem prowadzenie prac naukowo-badawczych w dziedzinie fizyki technicznej, mających na celu rozwój produkcji przemysłowej.

## Powołanie instytutu
Na podstawie zarządzenia Ministra Przemysłu Ciężkiego z 1949 r. wydane w porozumieniu z Ministrem Skarbu i Przewodniczącym Państwowej Komisji Planowania Gospodarczego o utworzeniu Głównego Instytutu Fizyki Technicznej ustanowiono Instytut.
Zwierzchni nadzór nad Głównym Instytutem sprawował Minister Przemysłu Ciężkiego.

## Władze Instytutu
Władzami Głównego Instytutu były: dyrekcja i Rada Naukowa.
Organem zarządzającym Instytutu była dyrekcja, powoływana i zwalniana przez Ministra Przemysłu Ciężkiego i składająca się z dyrektora naczelnego, reprezentującego dyrekcję samodzielnie oraz z podległych mu trzech dyrektorów.
Do ważności zobowiązań zaciąganych przez Instytut wymagane było współdziałanie dwóch członków dyrekcji łącznie.

## Rada Naukowa
Rada Naukowa składała się z członków powoływanych i odwoływanych przez Ministra Przemysłu Ciężkiego. Sprawowała ona bezpośredni nadzór nad działalnością   Instytutu oraz wykonywała czynności określone w statucie.

## Gospodarka finansowa
Gospodarka finansowa Instytutu oparta była na zatwierdzanych budżetach rocznych.
Wpływy składały się z:
- dotacji wnoszonych przez Centralne Zarządy Przemysłów na polecenie Przewodniczącego Państwowej Komisji Planowania Gospodarczego,
- dopłat państwowych przewidzianych w rocznym budżecie Ministerstwa Przemysłu Ciężkiego,
- subwencji ze strony innych instytucji,
- opłat za wykonanie czynności,
- darowizn i zapisów,
- dochodów z posiadanego majątku,
- dochodów ze sprzedaży wydawnictw,
- innych źródeł.

## Zniesienie Instytutu
Na podstawie zarządzenie Ministra Szkół Wyższych i Nauki oraz Ministra Przemysłu Ciężkiego z 1951 r. w sprawie zaprzestania działalności przez Główny Instytut Fizyki Technicznej zlikwidowano Instytut, natomiast główne składniki majątku przekazano Uniwersytetowi Jagiellońskiemu i Politechnice Warszawskiej. 